# Danh sách trận động đất
Sau đây là danh sách các trận động đất lớn.

## Danh sách các trận động đất lớn do USGS lập
Đây là danh sách các trận động đất lớn do USGS lập. Xem bảng dưới đây để biết thêm chi tiết.
| Ngày                 | Giờ‡       | Địa điểm | Vĩ | Kinh | Thương vong | M    | MX† (M tham chiếu)                             |
| -------------------- | ---------- | --- | --- | --- | ----------- | ---- | ---------------------------------------------- |
| 23 tháng 1 năm 1556  |            | Thiểm Tây năm Trung Quốc xem Động đất Thiểm Tây 1556                                                                        | 34,5° vĩ bắc | 109,7° kinh đông | 830.000     | ~8,0 |                                                |
| 17 tháng 8 năm 1668  |            | Anatolia năm Thổ Nhĩ Kỳ | 40° vĩ bắc | 36° kinh đông | 8.000       | ~8,0 |                                                |
| 26 tháng 1 năm 1700  |            | Cascadia chuyển từ Bắc California sang Đảo Vancouver xem Động đất Cascadia 1700                                             | Cascadia chuyển từ Bắc California sang Đảo Vancouver xem Động đất Cascadia 1700                                             | Cascadia chuyển từ Bắc California sang Đảo Vancouver xem Động đất Cascadia 1700                                             |             | ~9,0 | M (Satake và ctv., 1996)                       |
| 1 tháng 11 năm 1755  | 10:16      | Lisboa năm Bồ Đào Nha xem Động đất Lisboa 1755                                                                              | 36° vĩ bắc | -11° kinh tây | ~80.000     | ~8,7 | MI (Johnston, 1996)                            |
| 16 tháng 12 năm 1811 | 8:00       | New Madrid, Missouri, Hoa Kỳ xem Động đất New Madrid 1811                                                                   | 36,6° vĩ bắc | -89,6° kinh tây |             | ~8,1 | MI (Johnston, 1996)                            |
| 23 tháng 1 năm 1812  | 15:00      | New Madrid, Missouri, Hoa Kỳ                                                                                                | 36,6° vĩ bắc | -89,6° kinh tây |             | ~7,8 | MI (Johnston, 1996)                            |
| 7 tháng 2 năm 1812   | 9:45       | New Madrid, Missouri, Hoa Kỳ                                                                                                | 36,6° vĩ bắc | -89,6° kinh tây |             | ~8,0 | MI (Johnston, 1996)                            |
| 2 tháng 6 năm 1823   | 8:00       | Sườn phía nam của núi Kilauea, Hawaii, Hoa Kỳ                                                                               | 19,3° vĩ bắc | -155° kinh tây |             | ~7,0 | MI (Klein và Wright, 2000)                     |
| 10 tháng 6 năm 1836  | 15:30      | Phía nam Vịnh San Francisco, California, Hoa Kỳ                                                                             | 36,9° vĩ bắc | -121,5° kinh tây |             | ~6,5 | MI (Bakun, 1999)                               |
| Tháng 6 năm 1838     |            | Bán đảo San Francisco, California, Hoa Kỳ                                                                                   | 37,3° vĩ bắc | -123,2° kinh tây |             | ~6,8 | MI (Bakun, 1999)                               |
| 5 tháng 1 năm 1843   | 2:45       | Marked Tree, Arkansas, Hoa Kỳ                                                                                               | 35,5° vĩ bắc | -90,5° kinh tây |             | ~6,3 | MI (Johnston, 1996)                            |
| 9 tháng 1 năm 1857   | 16:24      | Fort Tejon, California (Phay nghịch San Andreas từ Parkfield đến Wrightwood) xem Động đất Fort Tejon 1857                   | Fort Tejon, California (Phay nghịch San Andreas từ Parkfield đến Wrightwood) xem Động đất Fort Tejon 1857                   | Fort Tejon, California (Phay nghịch San Andreas từ Parkfield đến Wrightwood) xem Động đất Fort Tejon 1857                   | 1           | ~7,9 | M (Grant và Sieh, 1993; Stein và Hanks, 1998)  |
| 16 tháng 12 năm 1857 | 21:00      | Napoli, Ý | 40,3° vĩ bắc | 16° kinh đông | 11.000      | ~6,9 | MI                                             |
| 8 tháng 10 năm 1865  | 20:46      | San Jose, California, Hoa Kỳ                                                                                                | 37,2° vĩ bắc | 121,9° kinh tây |             | ~6,5 | MI (Bakun, 1999)                               |
| 3 tháng 4 năm 1868   | 2:25       | Hilea, đông nam Hawaii, Hawaii, Hoa Kỳ                                                                                      | 19,2° vĩ bắc | -155,5° kinh tây | 77          | ~7.9 | MI (Klein và Wright, 2000)                     |
| 21 tháng 10 năm 1868 | 15:53      | Hayward, California, Hoa Kỳ                                                                                                 | 37,7° vĩ bắc | -122,1° kinh tây | 30          | ~6,8 | MI (Bakun, 1999)                               |
| 20 tháng 2 năm 1871  | 8:42       | Molokai, Hawaii, Hoa Kỳ | 21,2° vĩ bắc | -156,9° kinh tây |             | ~6,8 | MI (Klein và Wright, 2000)                     |
| 26 tháng 3 năm 1872  | 10:30      | Thung lũng Owens, California, Hoa Kỳ xem 1872 Trận động đất Lone Pine                                                       | 36,5° vĩ bắc | -118° kinh tây | 27          | ~7,6 | M (Beanland và Clark, 1994)                    |
| 15 tháng 12 năm 1872 | 5:40       | Phía bắc Cascades, Washington, Hoa Kỳ                                                                                       | 47,9° vĩ bắc | -120,3° kinh tây |             | ~7,3 | MI (Malone và Bor, 1979; Rogers và ctv., 1983) |
| 23 tháng 11 năm 1873 | 5:00       | Bờ biển California-Oregon                                                                                                   | 42,2° vĩ bắc | -124,2° kinh tây |             | ~7,3 | MI (Bakun, 2000)                               |
| 31 tháng 8 năm 1886  | 2:51       | Charleston, Nam Carolina, Hoa Kỳ                                                                                            | 32,9° vĩ bắc | -80° kinh tây | 60          | ~7,3 | MI (Johnston, 1996)                            |
| 24 tháng 4 năm 1890  | 11:36      | California, California, Hoa Kỳ                                                                                              | 37° vĩ bắc | 121,8° kinh tây |             | ~6,3 | MI (Bakun, 1999)                               |
| 27 tháng 10 năm 1891 | 21:38      | Mino-Owari, Nhật Bản | 35,6° vĩ bắc | 136,6° kinh tây | 7.273       | ~8,0 | MS                                             |
| 19 tháng 4 năm 1892  | 10:50      | Vacaville, California, Hoa Kỳ                                                                                               | 38,5° vĩ bắc | -121,8° kinh tây | 1           | ~6,4 | MI (Bakun, 1999)                               |
| 21 tháng 4 năm 1892  | 17:43      | Winters, California, Hoa Kỳ                                                                                                 | 38,6° vĩ bắc | -122° kinh tây |             | ~6,4 | MI (Bakun, 1999)                               |
| 31 tháng 10 năm 1895 | 11:08      | Charleston, Missouri, Hoa Kỳ                                                                                                | 37° kinh tây | -89,4° vĩ bắc |             | ~6,6 | MI (Johnston, 1996)                            |
| 15 tháng 6 năm 1896  | 19:32      | Sanriku, Nhật Bản | 39,5° vĩ bắc | 144° kinh đông |             | ~8,5 | M                                              |
| 12 tháng 6 năm 1897  | 11:06      | Assam, Ấn Độ | 26° vĩ bắc | 91° kinh đông | 1.500       | ~8,3 |                                                |
| 20 tháng 6 năm 1897  | 20:14      | Calaveras fault, California, Hoa Kỳ                                                                                         | 37° vĩ bắc | -121,6° kinh tây |             | ~6,3 | MI (Bakun, 1999)                               |
| 31 tháng 3 năm 1898  | 7:43       | Đảo Mare, California, Hoa Kỳ                                                                                                | 38,1° vĩ bắc | 122,4° kinh tây |             | ~6,3 | MI (Bakun, 1999)                               |
| 15 tháng 4 năm 1898  | 7:07       | Mendocino, California, Hoa Kỳ                                                                                               | 39,3° vĩ bắc | -123,9° kinh tây |             | ~6,8 | MI (Bakun, 2000)                               |
| 4 tháng 9 năm 1899   | 0:22       | Mũi Yakataga, Alaska, Hoa Kỳ                                                                                                | 60° vĩ bắc | -142° kinh tây |             | 7,9  | MS                                             |
| 10 tháng 9 năm 1899  | 21:41      | Vịnh Yakutat, Alaska, Hoa Kỳ                                                                                                | 60° vĩ bắc | -142° kinh tây |             | 8,0  | MS                                             |
| 9 tháng 10 năm 1900  | 12:28      | Đảo Kodiak, Alaska, Hoa Kỳ                                                                                                  | 57,1° vĩ bắc | -153,5° kinh tây |             | 7,7  | MS                                             |
| 3 tháng 3 năm 1901   | 7:45       | Parkfield, California, Hoa Kỳ                                                                                               | 36,2° vĩ bắc | -120,7° kinh tây |             | 6,4  | MS (Abe, 1988)                                 |
| 27 tháng 8 năm 1904  | 21:56      | Fairbanks, Alaska, Hoa Kỳ                                                                                                   | 64,7° vĩ bắc | -148,1° kinh tây |             | 7,3  | MS                                             |
| 9 tháng 7 năm 1905   | 9:40       | Mông Cổ | 49° vĩ bắc | 99° kinh đông |             | 8,4  | M                                              |
| 31 tháng 1 năm 1906  | 15:36      | Colombia-Ecuador | 1° vĩ nam | -81,5° kinh tây | 1.000       | 8,8  | M                                              |
| 18 tháng 4 năm 1906  | 13:12      | San Francisco, California (San Andreas fault từ Cape Mendocino đến San Juan Bautista) see Trận động đất San Francisco 1906. | San Francisco, California (San Andreas fault từ Cape Mendocino đến San Juan Bautista) see Trận động đất San Francisco 1906. | San Francisco, California (San Andreas fault từ Cape Mendocino đến San Juan Bautista) see Trận động đất San Francisco 1906. | 3.000       | 7.8  | M (Bakun, 1999)                                |
| 17 tháng 8 năm 1906  | 0:40       | Valparaíso, Chile | -33 | -72 | 20.000      | 8.2  | M                                              |
| 28 tháng 12 năm 1908 | 4:20       | Messina, Ý | 38.3 | 15.6 | 70.000      | 7.2  | MS                                             |
| 1 tháng 7 năm 1911   | 22:00      | Calaveras fault, California, Hoa Kỳ                                                                                         | 37.39 | -121.8 |             | 6.5  | MS                                             |
| 3 tháng 10 năm 1915  | 6:52       | Pleasant Valley, Nevada, Hoa Kỳ                                                                                             | 40.5 | -117.5 |             | 7.1  | M (Stover and Coffman, 1993)                   |
| 11 tháng 10 năm 1918 | 14:14      | Puerto Rico | 18.47 | -67.63 | 116         | 7.5  | MS (McCann, 1985)                              |
| 6 tháng 12 năm 1918  | 8:41       | Bán đảo Vancouver, British Columbia, Canada                                                                                 | 49.62 | -125.92 |             | 7    | ML (Gutenberg and Richter, 1954: Rogers, 1983) |
| 16 tháng 12 năm 1920 | 12:05      | Ninh Hạ-Cam Túc, Trung Quốc                                                                                                 | 36.6 | 105.32 | 200.000     | 8.6  | MS                                             |
| 31 tháng 1 năm 1922  | 13:17      | ngoài khơi, Cape Mendocino, California, Hoa Kỳ                                                                              | 40.7 | -125.55 |             | 7.3  | MG-R (Ellsworth, 1990)                         |
| 10 tháng 3 năm 1922  | 11:21      | Parkfield, California, Hoa Kỳ                                                                                               | 35.9 | 120.9 |             | 6.1  | M (Bakun and McEvilly, 1984)                   |
| 22 tháng 1 năm 1923  | 9:04       | ngoài khơi, Cape Mendocino, California, Hoa Kỳ                                                                              | 40.49 | -125.32 |             | 7.2  | MG-R (Ellsworth, 1990)                         |
| 1 tháng 9 năm 1923   | 2:58       | Kanto, Nhật Bản xem Đại thảm họa động đất Kantō 1923                                                                        | 35.4 | 139.08 | 143.000     | 7.9  | M                                              |
| 1 tháng 3 năm 1925   | 2:19       | Charlevoix, Québec, Canada                                                                                                  | 47.76 | -69.84 |             | 6.3  | M (Bent, 1992)                                 |
| 28 tháng 6 năm 1925  | 1:21       | Clarkston Valley, Montana, Hoa Kỳ                                                                                           | 46.32 | -111.52 |             | 6.6  | M (Dosier, 1989)                               |
| 29 tháng 6 năm 1925  | 14:42      | Santa Barbara, California, Hoa Kỳ                                                                                           | 34.3 | -119.8 | 13          | 6.8  | M (Stein and Hanks, 1998)                      |
| 22 tháng 10 năm 1926 | 12:35      | Vịnh Monterey, California, Hoa Kỳ                                                                                           | 36.62 | -122.35 |             | 6.1  | MG-R (Ellsworth, 1990)                         |
| 22 tháng 10 năm 1926 | 13:35      | Vịnh Monterey, California, Hoa Kỳ                                                                                           | 36.55 | -122.18 |             | 6.1  | MG-R (Ellsworth, 1990)                         |
| 7 tháng 3 năm 1927   | 9:27       | Tango, Nhật Bản | 35.8 | 134.92 | 3.020       | 7.6  | MS                                             |
| 22 tháng 5 năm 1927  | 22:32      | Tsinghai, Trung Quốc | 37.39 | 102.31 | 200.000     | 7.9  | MS                                             |
| 4 tháng 11 năm 1927  | 13:51      | ngoài khơi Lompoc, California, Hoa Kỳ                                                                                       | 34.92 | -121.03 |             | 7.1  | M (Stein and Hanks, 1998)                      |
| 18 tháng 11 năm 1929 | 20:32      | Grand Banks, Newfoundland, Canada                                                                                           | 44.69 | -56.01 |             | 7.3  | M (Bent, 1995)                                 |
| 21 tháng 12 năm 1932 | 6:10       | Cedar Mountain, Nevada, Hoa Kỳ                                                                                              | 38.51 | -118.08 |             | 7.2  | M                                              |
| 2 tháng 3 năm 1933   | 17:31      | Sanriku, Nhật Bản | 39.22 | 144.62 | 2.990       | 8.4  | M                                              |
| 11 tháng 3 năm 1933  | 1:54       | Bờ biển dài, California, Hoa Kỳ xem Trận động đất ở Bờ biển dài năm 1933                                                    | 33.6 | -118 | 115         | 6.4  | M (Hauksson & Gross, 1991)                     |
| 20 tháng 11 năm 1933 | 23:21      | Baffin Bay, Canada | 73 | -69.98 |             | 7.4  | M (Stein et al. 1979)                          |
| 15 tháng 1 năm 1934  | 8:43       | Bihar, Ấn Độ | 27.55 | 87.09 | 10.700      | 8.1  | M (Chen and Molnar, 1977)                      |
| 8 tháng 6 năm 1934   | 4:47       | Parkfield, California, Hoa Kỳ                                                                                               | 35.9 | -120.9 |             | 6.1  | M (Bakun and McEvilly, 1984)                   |
| 1 tháng 11 năm 1935  | 6:03       | Timiskaming, Québec, Canada                                                                                                 | 48.89 | -79 |             | 6.2  | M (Bent, 1996)                                 |
| 22 tháng 7 năm 1937  | 17:09      | Salcha, Alaska, Hoa Kỳ | 64.49 | -146.85 |             | 7.3  | MS                                             |
| 23 tháng 1 năm 1938  | 8:32       | Maui, Hawaii, Hoa Kỳ | 20.96 | -156.18 |             | 6.8  | MS (Klein and Wright, 2000)                    |
| 10 tháng 11 năm 1938 | 20:18      | Shumagin Islands, Alaska, Hoa Kỳ                                                                                            | 55.33 | -158.37 |             | 8.2  | M                                              |
| 26 tháng 12 năm 1939 | 23:57      | Erzincan, Thổ Nhĩ Kỳ | 39.77 | 39.53 | 32.700      | 7.8  | MS                                             |
| 19 tháng 5 năm 1940  | 4:36       | Thung lũng Hoàng gia, California, Hoa Kỳ                                                                                    | 32.73 | -115.5 | 9           | 7.1  | M (Ellsworth, 1990)                            |
| 7 tháng 12 năm 1944  | 4:35       | Tonankai, Nhật Bản | 33.75 | 136 | 1.223       | 8.1  | M                                              |
| 1 tháng 4 năm 1946   | 12:28      | Đảo Unimak, Alaska, Hoa Kỳ                                                                                                  | 52.75 | -163.5 | 165         | 7.3  | MS (Stover and Coffman, 1993)                  |
| 23 tháng 6 năm 1946  | 17:13      | Bán đảo Vancouver, British Columbia, Canada                                                                                 | 49.75 | -124.5 |             | 7.3  | ML (Gutenberg and Richter, 1954: Rogers, 1983) |
| 4 tháng 8 năm 1946   | 17:51      | Cộng hoà Dominican | 19.25 | -69 | 100         | 8    | MS (Abe, 1981)                                 |
| 20 tháng 12 năm 1946 | 19:19      | Nankaido, Nhật Bản | 32.5 | 134.5 | 1.330       | 8.1  | M                                              |
| 16 tháng 10 năm 1947 | 2:09       | Fairbanks, Alaska, Hoa Kỳ                                                                                                   | 64.2 | -148.3 |             | 7.2  | M                                              |
| 13 tháng 4 năm 1949  | 19:55      | Olympia, Washington, Hoa Kỳ xem Trận động đất Nisqually                                                                     | 47.1 | -122.7 | 8           | 7.1  | ML (Baker và Langston, 1987)                   |
| 22 tháng 8 năm 1949  | 4:01       | Đảo Queen Charlotte, British Columbia, Canada                                                                               | 53.62 | -133.27 |             | 8.1  | MS (Gutenberg and Richter, 1954)               |
| 15 tháng 8 năm 1950  | 14:09      | Assam-Tây Tạng | 28.5 | 96.5 | 1.526       | 8.6  | M                                              |
| 21 tháng 8 năm 1951  | 10:57      | Kona, Hawaii, Hoa Kỳ | 19.5 | -155.95 |             | 6.9  | MS (Klein and Wright, 2000)                    |
| 21 tháng 7 năm 1952  | 11:52      | Quận Kern, California, Hoa Kỳ                                                                                               | 34.95 | -119.05 | 12          | 7.3  | M (Stein and Hanks, 1998)                      |
| 4 tháng 11 năm 1952  | 16:58      | Kamchatka, Nga xem Trận động đất Kamchatka                                                                                  | 52.76 | 160.06 |             | 9    | M                                              |
| 29 tháng 3 năm 1954  | 6:17       | Tây Ban Nha | 37.03 | -3.51 |             | 7.9  | M                                              |
| 6 tháng 7 năm 1954   | 11:13      | Núi Cầu vồng, Nevada, Hoa Kỳ                                                                                                | 39.42 | -118.53 |             | 6.6  | M (Ellsworth, 1990)                            |
| 24 tháng 8 năm 1954  | 5:51       | Stillwater, Nevada, Hoa Kỳ                                                                                                  | 39.58 | -118.45 |             | 6.8  | M (Ellsworth, 1990)                            |
| 16 tháng 12 năm 1954 | 11:07      | Fairview Peak, Nevada, Hoa Kỳ                                                                                               | 39.32 | -118.2 |             | 7.1  | M (Ellsworth, 1990)                            |
| 16 tháng 12 năm 1954 | 11:11      | Thung lũng Dixie, Nevada, Hoa Kỳ                                                                                            | 39.5 | -118 |             | 6.8  | M (Ellsworth, 1990)                            |
| 24 tháng 10 năm 1955 | 4:10       | Concord, California, Hoa Kỳ                                                                                                 | 38 | -122.1 | 1           | 5.4  | ML (Bolt and Miller, 1975)                     |
| 9 tháng 3 năm 1957   | 14:22      | Đảo Andreanof, Alaska, Hoa Kỳ                                                                                               | 51.56 | -175.39 |             | 9.1  | M                                              |
| 4 tháng 12 năm 1957  | 3:37       | Govi-Altay, Mông Cổ | 45.15 | 99.21 | 30          | 8.1  | M                                              |
| 7 tháng 4 năm 1958   | 15:30      | Huslia, Alaska, Hoa Kỳ | 65.94 | -156.37 |             | 7.3  | M                                              |
| 10 tháng 7 năm 1958  | 6:15       | Fairweather, Alaska, Hoa Kỳ                                                                                                 | 58.37 | -136.66 | 5           | 7.7  | M                                              |
| 18 tháng 8 năm 1959  | 6:37       | Hebgen Lake, Montana, Hoa Kỳ                                                                                                | 44.6 | -110.64 | 28          | 7.3  | M (Dosier, 1985)                               |
| 29 tháng 2 năm 1960  | 23:40      | Agadir, Maroc | 30.5 | -9.3 | 10.000      | 5.7  | M                                              |
| 22 tháng 5 năm 1960  | 19:11      | Chile xem Trận động đất lớn ở Chile                                                                                         | -38.24 | -73.05 | 5.700       | 9.5  | M                                              |
| 27 tháng 3 năm 1964  | 5:36 (PST) | Prince William Sound, Alaska, Hoa Kỳ xem Động đất Alaska 1964                                                               | 61.02 | -147.65 | 125         | 9.2  | M                                              |
| 16 tháng 6 năm 1964  | 4:01       | Niigata, Nhật Bản | 38.43 | 139.23 | 26          | 7.5  | M                                              |
| 4 tháng 2 năm 1965   | 5:01       | Đảo Rat, Alaska, Hoa Kỳ | 51.21 | -178.5 |             | 8.7  | M                                              |
| 29 tháng 4 năm 1965  | 15:28      | Seattle-Tacoma, Washington, Hoa Kỳ xem Trận động đất Nisqually                                                              | 47.32 | -122.33 | 7           | 6.5  | ML (Algermissen and Harding, 1965)             |
| 28 tháng 6 năm 1966  | 4:26       | Parkfield, California, Hoa Kỳ                                                                                               | 35.88 | -120.49 |             | 6.1  | M (Tsai and Aki, 1969)                         |
| 12 tháng 9 năm 1966  | 16:41      | Truckee, California, Hoa Kỳ                                                                                                 | 39.38 | -120.22 |             | 5.9  | M (Tsai and Aki, 1970)                         |
| 10 tháng 12 năm 1967 | 22:51      | Koyna, Ấn Độ | 17.39 | 73.77 |             | 6.3  | M (Langston, 1976)                             |
| 2 tháng 10 năm 1969  | 6:19       | Santa Rosa, California, Hoa Kỳ                                                                                              | 38.3 | -122.76 | 1           | 5.7  | ML (Bolt and Miller, 1975)                     |
| 31 tháng 5 năm 1970  | 20:23      | Peru | -9.25 | -78.84 | 66.000      | 7.9  | M                                              |
| 31 tháng 7 năm 1970  | 17:08      | Colombia | -1.49 | -72.56 |             | 8    | MS                                             |
| 9 tháng 2 năm 1971   | 14:00      | San Fernando, California, Hoa Kỳ xem Trận động đất Sylmar                                                                   | 34.4 | -118.39 | 65          | 6.7  | M (Heaton, 1982)                               |
| 4 tháng 2 năm 1975   | 11:36      | Haicheng, Trung Quốc | 40.72 | 122.73 | 10.000      | 7    | M (Cipar, 1979)                                |
| 1 tháng 8 năm 1975   | 20:20      | Oroville, California, Hoa Kỳ                                                                                                | 39.5 | -121.39 |             | 5.8  | M                                              |
| 29 tháng 11 năm 1975 | 14:47      | sườn núi phía nam của Kilauea, Hawaii, Hoa Kỳ                                                                               | 19.45 | -155.03 | 2           | 7.2  | MS (Klein and Wright, 2000)                    |
| 4 tháng 2 năm 1976   | 9:01       | Guatemala | 15.3 | -89.14 | 23.000      | 7.5  | M                                              |
| 27 tháng 7 năm 1976  | 19:42      | Đường Sơn, Trung Quốc xem Động đất Đường Sơn 1976                                                                           | 39.61 | 117.89 | 242.419*    | 7.6  | M                                              |
| 6 tháng 8 năm 1979   | 17:05      | Coyote Lake, California, Hoa Kỳ                                                                                             | 37.11 | -121.52 |             | 5.7  | M (Ellsworth, 1990)                            |
| 15 tháng 10 năm 1979 | 23:17      | Thung lũng Hoàng gia, California, Hoa Kỳ                                                                                    | 32.82 | -115.65 |             | 6.4  | M (Hartzell and Heaton, 1983)                  |
| 24 tháng 1 năm 1980  | 19:00      | Livermore, California, Hoa Kỳ                                                                                               | 37.71 | -121.73 |             | 5.8  | M (Bolt et al., 1981)                          |
| 25 tháng 5 năm 1980  | 16:33      | Hồ Mammoth, California, Hoa Kỳ                                                                                              | 37.6 | -118.83 |             | 6.1  | M (Ellsworth, 1990)                            |
| 25 tháng 5 năm 1980  | 16:49      | Mammoth Lakes, California, Hoa Kỳ                                                                                           | 37.65 | -118.9 |             | 5.9  | ML (Ellsworth, 1990)                           |
| 25 tháng 5 năm 1980  | 19:44      | Mammoth Lakes, California, Hoa Kỳ                                                                                           | 37.55 | -118.82 |             | 5.8  | M (Ellsworth, 1990)                            |
| 27 tháng 5 năm 1980  | 14:50      | Mammoth Lakes, California, Hoa Kỳ                                                                                           | 37.48 | -118.8 |             | 6    | M (Ellsworth, 1990)                            |
| 8 tháng 11 năm 1980  | 10:27      | Gorda Plate, California, Hoa Kỳ                                                                                             | 41.12 | -124.67 |             | 7.2  | M (Ellsworth, 1990)                            |
| 2 tháng 5 năm 1983   | 23:42      | Coalinga, California, Hoa Kỳ                                                                                                | 36.23 | -120.32 |             | 6.5  | M (Ellsworth, 1990)                            |
| 28 tháng 10 năm 1983 | 14:06      | Borah Peak, Idaho, Hoa Kỳ                                                                                                   | 44.09 | -113.8 | 2           | 7    | M (PDE Monthly Listing)                        |
| 16 tháng 11 năm 1983 | 16:13      | Kaoiki, Hawaii, Hoa Kỳ | 19.44 | 155.38 |             | 6.7  | M (PDE Monthly Listing)                        |
| 24 tháng 4 năm 1984  | 21:15      | Morgan Hill, California, Hoa Kỳ                                                                                             | 37.3 | -121.71 |             | 6.2  | M (PDE Monthly Listing)                        |
| 23 tháng 11 năm 1984 | 18:08      | Round Valley, California, Hoa Kỳ                                                                                            | 37.45 | -118.6 |             | 5.7  | M (Ellsworth, 1990)                            |
| 19 tháng 9 năm 1985  | 13:17      | Michoacán, México xem Động đất Mexico 1985                                                                                  | 18.44 | -102.36 | 9.500       | 8    | M (PDE Monthly Listing)                        |
| 23 tháng 12 năm 1985 | 5:16       | Nahanni, Northwest Territories, Canada                                                                                      | 62.16 | -124.31 |             | 6.8  | M (Wetmiller et al., 1988)                     |
| 7 tháng 5 năm 1986   | 22:47      | Andreanof Islands, Alaska, Hoa Kỳ                                                                                           | 51.56 | -174.81 |             | 8    | M (PDE Monthly Listing)                        |
| 8 tháng 7 năm 1986   | 9:20       | north Palm Springs, California, Hoa Kỳ                                                                                      | 33.97 | -116.78 |             | 6.1  | M (Hartzell, 1989)                             |
| 21 tháng 7 năm 1986  | 14:42      | Chalfant Valley, California, Hoa Kỳ                                                                                         | 37.53 | -118.43 |             | 6.2  | M (Ellsworth, 1990)                            |
| 1 tháng 10 năm 1987  | 14:42      | Whittier Narrows, California, Hoa Kỳ xem Trận động đất Whittier Narrows                                                     | 34.06 | -118.13 | 8           | 5.9  | M (Hartzell và Iida, 1990)                     |
| 30 tháng 11 năm 1987 | 19:23      | Vịnh Alaska | 58.84 | -142.6 |             | 7.9  | M (PDE Monthly Listing)                        |
| 22 tháng 1 năm 1988  | 0:35       | Tennant Creek, Úc | -19.87 | 133.78 |             | 6.3  | M (Choy và Bowman, 1990)                       |
| 22 tháng 1 năm 1988  | 3:57       | Tennant Creek, Úc | -19.88 | 133.83 |             | 6.4  | M (Choy và Bowman, 1990)                       |
| 22 tháng 1 năm 1988  | 12:04      | Tennant Creek, Úc | -19.9 | 133.83 |             | 6.6  | M (Choy và Bowman, 1990)                       |
| 6 tháng 3 năm 1988   | 22:35      | Vịnh Alaska | 57.26 | -142.75 |             | 7.8  | M (PDE Monthly Listing)                        |
| 25 tháng 11 năm 1988 | 23:46      | Saguenay, Québec, Canada | 48.06 | -71.27 |             | 5.9  | M (Boatwright and Choy, 1992)                  |
| 7 tháng 12 năm 1988  | 7:41       | Spitak, Armenia | 40.93 | 44.11 | 25.000      | 6.8  | M (PDE Monthly Listing)                        |
| 18 tháng 10 năm 1989 | 0:04       | Loma Prieta, California, Hoa Kỳ xem Trận động đất Loma Prieta                                                               | 37.14 | -121.76 | 63          | 6.9  | M (Wald et al., 1991)                          |
| 25 tháng 12 năm 1989 | 14:24      | Ungava, Québec, Canada | 60.07 | -73.54 |             | 6    | M (Bent, 1994)                                 |
| 28 tháng 6 năm 1991  | 1:43       | Sierra Madre, California, Hoa Kỳ                                                                                            | 34.25 | -117.95 | 2           | 5.6  | M (Wald et al., 1991)                          |
| 17 tháng 8 năm 1991  | 22:17      | Honeydew, California, Hoa Kỳ                                                                                                | 41.79 | -125.58 |             | 7.1  | M (PDE Monthly Listing)                        |
| 23 tháng 4 năm 1992  | 4:50       | Joshua Tree, California, Hoa Kỳ                                                                                             | 33.87 | -116.55 |             | 6.1  | M (Hauksson et al., 1993)                      |
| 25 tháng 4 năm 1992  | 18:06      | Cape Mendocino, California, Hoa Kỳ                                                                                          | 40.38 | -124.05 |             | 7.2  | M (PDE Monthly Listing)                        |
| 26 tháng 4 năm 1992  | 7:41       | offshore, Cape Mendocino, California, Hoa Kỳ                                                                                | 40.55 | -124.29 |             | 6.5  | M (Oppenheimer et al., 1993)                   |
| 26 tháng 4 năm 1992  | 11:18      | offshore, Cape Mendocino, California, Hoa Kỳ                                                                                | 40.44 | -124.43 |             | 6.7  | M (Oppenheimer et al., 1993)                   |
| 28 tháng 6 năm 1992  | 11:57      | Landers, California, Hoa Kỳ                                                                                                 | 34.2 | -116.52 | 3           | 7.3  | M (Sieh et al. 1993)                           |
| 29 tháng 6 năm 1992  | 10:14      | Little Skull Mountain, Nevada, Hoa Kỳ                                                                                       | 36.77 | -116.32 |             | 5.7  | M (Walter, 1993)                               |
| 2 tháng 9 năm 1992   | 0:16       | Nicaragua | 11.77 | -87.35 | 116         | 7.7  | M (PDE Monthly Listing)                        |
| 29 tháng 9 năm 1993  | 22:25      | Latur-Killari, Ấn Độ | 18.08 | 76.52 | 9.748       | 6.2  | M (PDE Monthly Listing)                        |
| 17 tháng 1 năm 1994  | 12:30      | Northridge, California, Hoa Kỳ xem Trận động đất Northridge 1994                                                            | 34.18 | -118.56 | 60          | 6.7  | M (PDE liệt kê hàng tháng)                     |
| 9 tháng 6 năm 1994   | 0:33       | Bolivia | -13.86 | -67.49 | 5           | 8.2  | M (PDE liệt kê hàng tháng)                     |
| 1 tháng 9 năm 1994   | 15:15      | Cape Mendocino, California, Hoa Kỳ                                                                                          | 40.38 | -125.78 |             | 7.1  | M (PDE liệt kê hàng tháng)                     |
| 16 tháng 1 năm 1995  | 20:46      | Kobe, Nhật Bản xem Trận động đất lớn Hanshin                                                                                | 34.57 | 135.03 | 5.502       | 6.9  | M (PDE Monthly Listing)                        |
| 21 tháng 5 năm 1997  | 22:51      | Jabalpur, Ấn Độ | 23.07 | 80.12 | 38          | 5.8  | M (Singh et al., 1999)                         |
| 17 tháng 7 năm 1998  | 8:49       | New Guinea | -2.94 | 142.58 | 2.183       | 7    | M (PDE liệt kê hàng tháng)                     |
| 25 tháng 1 năm 1999  | 18:19      | Colombia | 4.45 | -75.65 | 1.185       | 6.2  |                                                |
| 17 tháng 8 năm 1999  | 0:01       | Izmit, Thổ Nhĩ Kỳ xem Trận động đất Izmit 1999                                                                              | 40.77 | 30 | 17.118      | 7.6  | M (PDE Monthly Listing)                        |
| 20 tháng 9 năm 1999  | 17:47      | Chi-Chi, Đài Loan xem Trận động đất Chi-Chi                                                                                 | 23.82 | 120.86 | 2.400       | 7.7  | M (PDE Monthly Listing)                        |
| 16 tháng 10 năm 1999 | 9:46       | Hector Mine, California, Hoa Kỳ                                                                                             | 34.56 | -116.44 |             | 7.2  | M (PDE Monthly Listing)                        |
| 12 tháng 11 năm 1999 | 16:57      | Duzce, Thổ Nhĩ Kỳ | 40.82 | 31.23 | 894         | 7.2  | M (PDE Monthly Listing)                        |
| 3 tháng 9 năm 2000   | 8:36       | Napa, California, Hoa Kỳ | 38.38 | -122.41 |             | 5    | M (BRK)                                        |
| 16 tháng 11 năm 2000 | 4:54       | New Ireland, Papua New Guinea                                                                                               | -4 | 152.33 |             | 8    |                                                |
| 13 tháng 1 năm 2001  | 17:33      | El Salvador | 13.04 | -88.66 | 844         | 7.7  | M (PDE Monthly Listing)                        |
| 26 tháng 1 năm 2001  | 3:16       | Gujarat, Ấn Độ xem Trận động đất Gujarat 2001                                                                               | 23.39 | 70.23 | 20.085      | 7.7  | M (PDE Monthly Listing)                        |
| 28 tháng 2 năm 2001  | 18:54      | Olympia, Washington, Hoa Kỳ xem Trận động đất Nisqually                                                                     | 47.11 | -122.6 |             | 6.8  | M (PDE Monthly Listing)                        |
| 23 tháng 6 năm 2001  | 20:33      | bờ biển Peru | -16.3 | -73.55 | 75          | 8.4  | M (PDE Monthly Listing)                        |
| 25 tháng 3 năm 2002  | 14:56      | Vùng Hindu Kush, Afghanistan                                                                                                | 36.06 | 69.32 | 1.000       | 6.1  | M (PDE Monthly Listing)                        |
| 20 tháng 4 năm 2002  | 10:50      | Au Sable Forks, New York | 44.51 | -73.7 |             | 5.2  | M (PDE Monthly Listing)                        |
| 3 tháng 11 năm 2002  | 22:12      | Denali National Park, Alaska, Hoa Kỳ                                                                                        | 63.52 | -147.44 |             | 7.9  | M (QED)                                        |
| 21 tháng 5 năm 2003  | 18:44      | Boumerdes, Algérie | 36.96 | 3.63 | 2.266       | 6.8  | M (QED)                                        |
| 25 tháng 9 năm 2003  | 19:50      | Hokkaido, Nhật Bản | 41.82 | 143.91 |             | 8.3  | M (PDE Monthly Listing)                        |
| 17 tháng 11 năm 2003 | 06:43      | Rat Islands, Alaska, Hoa Kỳ                                                                                                 | 51.15 | 178.65 |             | 7.8  | M (PDE Monthly Listing)                        |
| 22 tháng 12 năm 2003 | 19:15      | San Simeon, California, Hoa Kỳ                                                                                              | 35.71 | -121.10 | 2           | 6.6  | M (PDE Monthly Listing)                        |
| 26 tháng 12 năm 2003 | 01:56      | đông nam Iran xem Bam: 2003 earthquake                                                                                      | 29.00 | 58.31 | 31.000      | 6.6  | M (PDE Monthly Listing)                        |
| 28 tháng 9 năm 2004  | 17:15      | Parkfield, California, Hoa Kỳ xem Trận động đất Parkfield                                                                   | 35.81 | -120.37 |             | 6.0  | M (QED)                                        |
| 26 tháng 12 năm 2004 | 00:58      | ngoài khơi bờ biển phía tây phía bắc Sumatra xem Trận động đất Ấn Độ Dương 2004                                             | 3.30 | 95.87 | 283.106     | 9.0  | M (QED)                                        |
| 28 tháng 3 năm 2005  | 16:09      | Bắc Sumatra, Indonesia xem Trận động đất Sumatra 2005                                                                       | 2.07 | 97.01 | 1.313       | 8.7  | M (QED)                                        |
| 12 tháng 5 năm 2008  |            | Tỉnh Tứ Xuyên, Trung Quốc xem Trận động đất Tứ Xuyên 2008                                                                   | | | 379,481     | 7.9  | M (QED)                                        |
| 6 tháng 2 năm 2023   |            | Thổ Nhĩ Kỳ năm 2023 xem Động đất Thổ Nhĩ Kỳ–Syria 2023                                                                      | 37,2° vĩ bắc | 37° kinh đông | 9.500       | ~7,8 |                                                |

† MG-R = Gutenberg and Richter's (1954) magnitude, MS = 20 s surface-wave magnitude, M = moment magnitude (Hanks and Kanamori, 1979), and MI is an intensity magnitude, ML is local magnitude (Richter, 1935). 

‡ GMT

 * Fatalities estimated as high as 655.000.
Nguồnn: USGS 

## Những trận động đất khác không trong danh mục liệt kê của USGS
| Thời điểm                                | Địa điểm                                                    | Tổng số người chết | Cường độ* | Ghi chú |
| 464 TCN                                  | Sparta, Hy Lạp                                              | 90.000             | XII;      | Đã dẫn đến một cuộc khởi nghĩa helot và những mối quan hệ căng thẳng với Athens, một trong những nhân tố đưa đến cuộc Chiến tranh Peloponnesian                        |
| 226 TCN                                  | Rhodes, Hy Lạp                                              | 5.667              | IX;       | đã phá hủy thành phố Colossus vùng Rhodes và thành phố Kameiros |
| 365                                      | Knossos, Crete (Hy Lạp)                                     | 50.000             | XI        | |
| 365\|                                    | Cyrene, Libya                                               | 455.589            | XII;      | |
| 20 tháng 5 526                           | Antiochia, Syria\|                                          | 250.000            | XI;       | |
| 844                                      | Damascus, Syria                                             | 50.000             | VIII      | |
| 847                                      | Mosul, Iraq                                                 | 50.000             | xi        | |
| 847                                      | Damascus, Syria                                             | 70.000             | X         | |
| 856                                      | Qumis, Damghan, Iran                                        | 200.000            | –         | |
| 856                                      | Corinth, Hy Lạp                                             | 45.000             | –         | |
| 893                                      | Kavkaz                                                      | 82.000             | –         | |
| 893                                      | Daipur, Ấn Độ                                               | 180.000            | –         | |
| 893                                      | Ardabil, Iran                                               | 150.000            | –         | |
| 1036                                     | Shanxi, Trung Quốc                                          | 23.000             | –         | |
| 1042                                     | Palmyra, Baalbek, Syria                                     | 50.000             | X         | |
| 1057                                     | Chihli (Hopeh), Trung Quốc                                  | 25.000             | –         | |
| 1138                                     | Ganzah, Aleppo, Syria                                       | 230.000            | XI        | |
| 1156-1157                                | Syria                                                       | ?                  | –         | |
| 1170                                     | Sicilia                                                     | 15.000             | –         | |
| 5 tháng 7, 1201                          | Upper Egypt hoặc Syria                                      | 1.100.000          | IX        | |
| 1268                                     | Cilicia, Anatolia (Thổ Nhĩ Kỳ)                              | 60.000             | –         | |
| 27 tháng 12 1290                         | Chihli (Hopeh), Trung Quốc                                  | 100.000            | 6.7       | |
| 20 tháng 5 1293                          | Kamakura, Nhật Bản                                          | 30.000             | –         | |
| 18 tháng 10 1356                         | Basel, Thụy Sĩ                                              | 1.000              | 6.5       | |
| 26 tháng 1 1531                          | Lisbon, Bồ Đào Nha                                          | 30.000             | –         | |
| 25 tháng 11 1667                         | Shemakha, Azerbaijan                                        | 80.000             | XII       | |
| 7 tháng 6 1692                           | Port Royal, Jamaica                                         | 30.000             | –         | |
| 11 tháng 1 1693                          | Catania Province, Sicilia                                   | 60.000             | –         | |
| 1693                                     | Napoli, Ý                                                   | 93.000             | –         | |
| 1707                                     | Nhật Bản (sóng địa chấn)                                    | 30.000             | –         | |
| 30 tháng 12 năm 1730                     | Đảo Hokkaido, Nhật Bản                                      | 137.000            | –         | |
| 1731                                     | Bắc Kinh, Trung Quốc                                        | 100.000            | –         | |
| 11 tháng 10 1737                         | Calcutta, Ấn Độ                                             | 300.000            | –         | Xem 1737 Calcutta cyclone |
| 16 tháng 10 1737                         | Kamchatka, Nga                                              |                    | 9.3       | Xem những trận động đất Kamchatka |
| 7 tháng 6 1755                           | Miền Bắc Persia                                             | 40.000             | –         | |
| 18 tháng 11 1755                         | Boston, Massachusetts                                       | 0                  | –         | |
| 28 tháng 2 năm 1780                      | Iran                                                        | 200.000            | –         | Kinh độ: 38, vĩ độ: 46.2 |
| 4 tháng 2—5 tháng 5, 28 tháng 3 1783     | Calabria, Ý                                                 | 35.000             | –         | |
| 4 tháng 2 1797                           | Quito, Ecuador & Cuzco, Peru                                | 41.000             | –         | |
| 10 tháng 2 1797                          | Sumatra, East Indies (Indonesia)                            | 300                | 8.4       | |
| 8 tháng 12 năm 1812 at 9:45              | Wrightwood, California, Hoa Kỳ (lat. 34.22, long. 117.39)   | 40                 | ~7        | Phá hủy nhà thờ Mission San Juan Capistrano |
| 24 tháng 11 1833                         | Sumatra, East Indies (bây giờ là Indonesia)                 |                    | 8.7       | |
| 23 tháng 1 năm 1855 21:11 giờ địa phương | Wairarapa, New Zealand                                      | 4                  | ~8.0      | Nâng một phần bờ biển Wellington lên 2m |
| 16 tháng 2 1861                          | Sumatra, East Indies (bây giờ làIndonesia)                  |                    | 8.5       | |
| 3 tháng 2 năm 1931, 10:47 giờ địa phương | Napier, New Zealand xem Napier earthquake                   | 258                | 7.9       | Phá hủy hầu hết thành phố; 40 km² đáy biển được nâng lên khỏi mặt nước                                                                                                 |
| 25 tháng 12 năm 1932,                    | Gansu, Trung Quốc                                           | 70.000             | 7.6       | |
| 21 tháng 4 năm 1935, 6:02 giờ địa phương | Hsinchu-Taichung, Đài Loan                                  | 3.279              | 7.1       | |
| 20 tháng 12 năm 1942,                    | Thổ Nhĩ Kỳ xem NAFZ                                         |                    | 6.9       | |
| 26 tháng 11 năm 1943,                    | Thổ Nhĩ Kỳ see NAFZ                                         |                    | 7.7       | |
| 15 tháng 1 năm 1944, 20:50 GTM-3         | San Juan, Argentina                                         | 8.000 ~ 10.000     | IX (7.8)  | Trận động đất kéo dài 30 giây này đã phá hủy 95% thành phố, nằm cách tâm chấn 30 km.                                                                                   |
| 1 tháng 2 năm 1944,                      | Thổ Nhĩ Kỳ xem NAFZ                                         |                    | 7.5       | |
| 17 tháng 8 năm 1949,                     | Thổ Nhĩ Kỳ xem NAFZ                                         |                    | 7.1       | |
| 13 tháng 8 năm 1951,                     | Thổ Nhĩ Kỳ xem NAFZ                                         |                    | 6.8       | |
| 8 tháng 8-12 tháng 8 năm 1953            | Kefalonia, Hy Lạp                                           | 476                | 7.2       | 113 chấn động trong vòng 5 ngày |
| 26 tháng 5 năm 1957,                     | Thổ Nhĩ Kỳ xem NAFZ                                         |                    | 6.8       | |
| 19 tháng 8 năm 1966,                     | Thổ Nhĩ Kỳ xem NAFZ                                         |                    | 6.6       | |
| 22 tháng 7 năm 1967,                     | Thổ Nhĩ Kỳ xem NAFZ                                         |                    | 7.0       | |
| 22 tháng 5 năm 1971,                     | Thổ Nhĩ Kỳ xem NAFZ                                         |                    | 6.8       | |
| 23 tháng 12 năm 1972                     | Managua, Nicaragua                                          | 5.000 – 20.000     | 6.3       | Somoza Việc cứu nạn động đất không được tổ chức tốt cũng là một trong những yếu tố dẫn đến cuộc cách mạng Sandinista; phá hủy thành phố lớn nhất ở Nicaragua (Managua) |
| 30 tháng 6 năm 1975                      | Norris Junction, Yellowstone National Park, Wyoming, Hoa Kỳ | 0                  | 6.1       | Trận động đất lớn nhất ở Yellowstone Caldera kề từ trân động đất Hebgen Lake năm 1959                                                                                  |
| 4 tháng 3 năm 1977                       | Bucharest, România xem 1977 Bucharest Earthquake            | 1500               | 7.5       | Lasted ~ 5 phút and left the capital devastated. |
| 21 tháng 6 năm 1990                      | Tây bắc Iran                                                | 35000              | 7.7       | Được gọi là trận động đất Manjil-Rudbar |
| 13 tháng 3 năm 1992,                     | Thổ Nhĩ Kỳ see NAFZ                                         |                    | 6.5       | |

ghi chú: Độ lớn (magnitude) thường được tính dựa vào các dữ liệu cường độ (intensity). Khi không có giá trị độ lớn thì người ta sử dụng thang maximum intensity, được viết là Roman numeral từ thế kỉ I đến XII.

## Những trận động đất gần đây không liệt kê ở phần trên
| Ngày tháng           | Thời gian xảy ra‡                                     | Địa điểm                                                       | Vĩ độ         | Kinh độ           | Số thương vong                                              | Ghi chú | Cường độ                                               |
| -------------------- | ----------------------------------------------------- | -------------------------------------------------------------- | ------------- | ----------------- | ----------------------------------------------------------- | --- | ------------------------------------------------------ |
| 5 tháng 9 năm 2004   | 19:07 và 23:57 giờ Nhật Bản                           | Ngoài trung tâm vùng Tokai, phía tây Nhật Bản                  |               |                   | 0                                                           | Hơn 20 bị thương, sóng thần và ngập lụt                                                                       | 6,9 và 7,4                                             |
| 8 tháng 10 năm 2004  | 15:35                                                 | Mindoro, Philippines                                           | 13,21         | 121,65            | —                                                           | Sporadic blackouts                                                                                            | 6,6                                                    |
| 9 tháng 10 năm 2004  | 22:26                                                 | 80 kilômét phía tây nam của Managua, Nicaragua                 | 12            | 86                | 0                                                           | Tổn thất tối thiểu                                                                                            | 6,9                                                    |
| 23 tháng 10 năm 2004 | 17:56                                                 | Ojiya, Nhật Bản xem Động đất Chuetsu 2004                      | 37,3          | 138,8             | 46                                                          | 4801 bị thương; 103.000+ chuyển chỗ ở                                                                         | 6,9                                                    |
| 27 tháng 10 năm 2004 | 18:34                                                 | Vrancea, România                                               |               |                   | 0                                                           | Dịch vụ điện thoại bị gián đoạn; cảm nhận tại Bulgaria, Ukraina, Moldova và Thổ Nhĩ Kỳ                        | 5,8 (Đài quan sát Kandilli tại Istanbul thông báo 6,5) |
| 10 tháng 11 năm 2004 | 22:58                                                 | Quần đảo Solomon                                               | 9             | 159               | 0                                                           | Không ai bị thương, không thiệt hại                                                                           | 6,9                                                    |
| 11 tháng 11 năm 2004 | 21:36                                                 | 96 kilômét phía tây-tây bắc Dili, Đông Timor                   |               |                   | 6                                                           | 21 bị thương                                                                                                  | 7,3                                                    |
| 15 tháng 11 năm 2004 | Khoảng 9:00                                           | Ngoài khơi Chocó, Colombia                                     |               |                   | 0                                                           | 11+ bị thương, 18 nhà bị phá hủy, một nửa gần Buenaventura                                                    | 6,7                                                    |
| 21 tháng 11 năm 2004 |                                                       | 45 kilômét bắc-tây bắc Dominica                                |               |                   | 1                                                           | Khoảng 6 người bị thương, tổn thất tại Guadeloupe                                                             | 6,0                                                    |
| 21 tháng 11 năm 2004 |                                                       | 48 kilômét nam-tây nam San José, Costa Rica                    |               |                   | 8                                                           | 6 người bị thương                                                                                             | 6,2                                                    |
| 28 tháng 11 năm 2004 | 18:32                                                 | 900 kilômét tây bắc Tokyo, Nhật Bản, 50 km dưới mực nước biển  |               |                   | 0                                                           | 8 bị thương, hàng trăm nhà bị mất điện nước                                                                   | 7,1                                                    |
| 23 tháng 12 năm 2004 | 14:59                                                 | 495 kilômét bắc đảo Macquarie, tây nam New Zealand             | 50,24° vĩ nam | 160,13°kinh đông  | 0                                                           | Tổn thất tối thiểu tại miền nam New Zealand                                                                   | 8,1                                                    |
| 11 tháng 2 năm 2005  | 21:00:23,9                                            | 114 kilômét tây nam Haines Junction, Yukon, Canada             | 60,21°vĩ bắc  | 139,50°kinh tây   | 0                                                           | Không | 5,5                                                    |
| 22 tháng 2 năm 2005  | 02:25:21 UTC, 05:55:21 giờ địa phương                 | Zarand, Iran xem Động đất Zarand 2005                          | 30,726°vĩ bắc | 56,817°kinh đông  | Ít nhất 790                                                 | Hàng trăm bị thương, tổn thất tại khoảng 40 làng, trung tâm tại 150 dặm từ Bam, Iran                          | 6,4                                                    |
| 6 tháng 3 năm 2005   | 19:06:52 UTC, 3:06:52 AM giờ địa phương               | Gần Sua-ho, Đài Loan                                           | 24,607°vĩ bắc | 121,859°kinh đông | 0                                                           | Xem dưới đây                                                                                                  | 5,7                                                    |
| 6 tháng 3 năm 2005   | 19:08:00 UTC, 3:08:00 AM giờ địa phương               | Gần Sua-ho, Đài Loan                                           | 24,650°vĩ bắc | 121,855°kinh đông | 0                                                           | Xảy ra sau trận động đất nói trên có cường độ 5,7 vài phút, trung tâm cùng một khu vực; không có tổn thất lớn | 5,4                                                    |
| 6 tháng 3 năm 2005   | 06:17:49 UTC, 1:17:49 AM giờ địa phương               | Bán đảo Gaspe, Canada                                          | 47,750°vĩ bắc | 69,730°kinh tây   | 0                                                           | 102 km (63 dặm) tây-tây bắc (303°) từ Fort Kent, ME                                                           | 5,4                                                    |
| 20 tháng 3 năm 2005  | 01:53 UTC, 10:53 AM giờ địa phương                    | Ngoài khơi Fukuoka, Nhật Bản xem Động đất Fukuoka 2005         | 33,54°vĩ bắc  | 130,12°kinh đông  | 1                                                           | 1.145 bị thương; 3.000+ phải chuyển chỗ ở                                                                     | 7,0                                                    |
| 13 tháng 6 năm 2005  | 22:44:33 UTC, 18:44:33 giờ địa phương                 | Tarapacá, Chile                                                | 19,896°vĩ nam | 69,125°kinh tây   | 11                                                          | 115 km (70 dặm) đông đông bắc Iquique, Chile.                                                                 | 7,8                                                    |
| 15 tháng 6 năm 2005  | 02:50:53 UTC, 18:50:53 giờ địa phương ngày 14 tháng 6 | Ngoài khơi Northern California, Hoa Kỳ                         | 41,284°vĩ bắc | 125,983°kinh tây  | 0                                                           | 157 km (98 dặm) tây-tây nam Crescent, California.                                                             | 7,2                                                    |
| 16 tháng 8 năm 2005  | 02:46:30 UTC, 11:46:30 giờ địa phương ngày 16 tháng 8 | Ngoài khơi phía đông Honshu, Nhật Bản xem Động đất Miyagi 2005 | 38,259°vĩ bắc | 148,980°kinh đông | 0                                                           | 95 km (60 dặm) phía đông Sendai, Miyagi.                                                                      | 7,2                                                    |
| 8 tháng 10 năm 2005  | 03:50:38 UTC, 08:50:38 giờ địa phương                 | Kashmir xem Động đất Kashmir 2005                              | 34,43°vĩ bắc  | 73,54°kinh đông   | 100.000 (ước tính 23 tháng 11 năm 2005), có thể tới 150.000 | 125 km (75 dặm) tây-tây bắc Srinagar, Kashmir (dân số 894.000)                                                | 7,6 hay 7,8                                            |
| 5 tháng 12 năm 2005  | 12:19:55 UTC, 14:19:55 giờ địa phương                 | Khu vực hồ Tanganyika xem Động đất hồ Tanganyika 2005          | 6,212°vĩ nam  | 29,599°kinh đông  |                                                             | 55 km (35 dặm) đông nam Kalemie, Cộng hoà Dân chủ Congo                                                       | 6,8                                                    |
| 8 tháng 1 năm 2006   | 11:34:52 UTC, 13:34:52 giờ địa phương                 | Nam Hy Lạp xem Động đất Nam Hy Lạp 2006                        | 36,250°vĩ bắc | 23,498°kinh đông  |                                                             | 195 km (120 dặm) nam Athena, Hy Lạp                                                                           | 6,7                                                    |
| 23 tháng 2 năm 2006  | 00:19 giờ địa phương                                  | Bắc Mozambique                                                 |               |                   |                                                             | 140 dặm tây nam Beira                                                                                         | 7,5                                                    |
| 20 tháng 4 năm 2006  | 23:25:04 UTC                                          | Koryakia, Nga                                                  | 61,069°vĩ bắc | 167,056°kinh đông | 0(?)                                                        | 200 km (125 dặm) đông bắc Il'pyrskiy, Nga. Một số dư chấn mạnh tới 6,1 trên thang Richter                     | 7,6                                                    |
| 3 tháng 5 năm 2006   | 15:26:39 UTC                                          | Tonga                                                          | 20,130°vĩ nam | 174,164°kinh tây  | 0(?)                                                        | Một vài dư chấn mạnh tới 6,0 trên thang Richter                                                               | 7,9                                                    |
| 16 tháng 5 năm 2006  | 10:39:23 UTC                                          | Quần đảo Kermadec                                              | 31,559°vĩ nam | 179,296°kinh tây  | 0(?)                                                        | | 7,4                                                    |
| 26 tháng 5 năm 2006  | 22:54:02 UTC                                          | Java, Indonesia xem Động đất Java 2006                         | 7,977°vĩ nam  | 110,318°kinh đông | 4.332                                                       | 25 km (15 dặm) nam tây nam Yogyakarta, Indonesia                                                              | 6,3                                                    |

## Những trận động đất có cường độ lớn nhất
| Thứ tự | Ngày                 | Vị trí                                                                       | Cường độ |
| 1      | 22 tháng 5 năm 1960  | Valdivia, Chile                                                              | 9,5      |
| 2      | 16 tháng 10 năm 1737 | Kamchatka, Nga                                                               | 9,3      |
| 3      | 27 tháng 3 năm 1964  | Eo biển Prince William, Alaska, Hoa Kỳ (xem: Động đất ngày thứ Sáu tốt lành) | 9,2      |
| 4      | 26 tháng 12 năm 2004 | Ngoài khơi bờ biển phía tây vùng bắc Sumatra, Indonesia                      | 9,0-9,3* |
| 5      | 9 tháng 3 năm 1957   | Quần đảo Andreanof, Alaska, Hoa Kỳ                                           | 9,1      |
| 6      | 4 tháng 11 năm 1952  | Kamchatka, Nga                                                               | 9,0      |
| 7      | 26 tháng 1 năm 1700  | Đới ẩn chìm Cascadia từ Northern California tới đảo Vancouver                | ~ 9,0    |
| 8      | 31 tháng 1 năm 1906  | Colombia-Ecuador                                                             | 8,8      |
| 9      | 4 tháng 2 năm 1965   | Quần đảo Rat, Alaska, Hoa Kỳ                                                 | 8,7      |
| 10     | 24 tháng 11 năm 1833 | Sumatra, Indonesia                                                           | 8,7      |
| 11     | 1 tháng 11 năm 1755  | Lisboa, Bồ Đào Nha                                                           | ~ 8,7    |
| 12     | 28 tháng 3 năm 2005  | Sumatra, Indonesia                                                           | 8,5-8,7* |
| 13     | 16 tháng 12 năm 1920 | Ninh Hạ-Cam Túc, Trung Quốc                                                  | 8,6      |
| 14     | 15 tháng 8 năm 1950  | Assam-Tây Tạng                                                               | 8,6      |
| 15     | 11 tháng 3 năm 2011  | Nhật Bản                                                                     | 9,0      |

* Các nhà khoa học chưa đồng ý về cường độ chính thức.

## Những trận động đất gây thiệt hại nhân mạng nhiều nhất mà sử sách còn ghi
| Xếp hạng    | Tên                           | Thời gian            | Địa điểm                                       | Số thương vong                     | Cường độ    | Ghi chú                                           |
| ----------- | ----------------------------- | -------------------- | ---------------------------------------------- | ---------------------------------- | ----------- | ------------------------------------------------- |
| 1           | Thiểm Tây                     | 23 tháng 1, 1556     | Thiểm Tây, Trung Quốc                          | 830.000                            | ~8,0        |                                                   |
| 2           | Động đất Tứ Xuyên, Trung Quốc | 12 tháng 5 năm 2008. | Tỉnh Tứ Xuyên, Trung quốc.                     | 379.484 người chết                 | ~8.0        |                                                   |
| 3           | Đường Sơn                     | 27 tháng 7 năm 1976  | Đường Sơn, Trung Quốc                          | 255.000 (chính thức)               | 7,5         | Ước tính tới 655.000 chết.                        |
| 4           | "Aleppo"                      | 9 tháng 8, 1138      | Aleppo, Syria                                  | 230.000                            |             |                                                   |
| 4           | Ấn Độ Dương                   | 26 tháng 12 năm 2004 | Ngoài khơi phía tây của bắc Sumatra, Indonesia | 230.000                            | 9,0-9,3     | Chết vì động đất và sóng thần                     |
| 5           | Damghan                       | 22 tháng 12, 856     | Damghan, Iran                                  | 200.000                            |             |                                                   |
| 5           | Cam Túc                       | 16 tháng 12 năm 1920 | Ninh Hạ-Cam Túc, Trung Quốc                    | 200.000                            | 8,6         | Các đứt gãy và lở đất lớn.                        |
| 5           | Thanh Hải                     | 22 tháng 5 năm 1927  | Thanh Hải, Trung Quốc                          | 200.000                            | 7,9         | Các đứt gãy lớn.                                  |
| 8           | Ardabil                       | 23 tháng 3, 893+     | Ardabil, Iran                                  | 150.000                            |             |                                                   |
| 9           | Kanto                         | 1 tháng 9 năm 1923   | Kanto, Nhật Bản                                | 143.000                            | 7,9         | Cháy lớn Tokyo.                                   |
| 10          | Ashgabat                      | 6 tháng 10 năm 1948  | Ashgabat, Turkmenistan                         | 110.000                            | 7,3         |                                                   |
| 11          | Kashmir                       | 8 tháng 10 năm 2005  | Kashmir & N.W.F.P, Pakistan                    | 100.000 (ước), 80.000 (chính thức) | 7,6 hay 7,8 | 3,5 triệu người không nhà, 100.000 chết vì sợ hãi |
| Nguồn: USGS |                               |                      |                                                |                                    |             |                                                   |